# Дудник, Александр Игнатьевич
Алекса́ндр Игна́тьевич Ду́дник (12 сентября 1892, Голая Пристань — 9 января 1973, Саки) — советский капитан дальнего плавания, китобой. Организатор советского китобойного промысла на Дальнем Востоке. Кавалер Ордена Ленина.

## Биография
Родился в Голой Пристани в семье рыбаков, владевших собственной шхуной, пятый сын и первый выживший ребёнок. В 1903 году переехал к дяде в Одессу. В 1911 году окончил мореходную школу в родном селе Голая Пристань (получил звание штурмана малого плавания), ходил матросом на каботажном судне. В декабре 1911 года на пароходе «Колыма» совершил свой первый рейс на Камчатку. Служил на пароходах, ходивших по линии Одесса — Владивосток. В 1915—1921 годах обучался во Владивостокском Александровском мореходном училище, получил звание штурмана дальнего плавания. В 1921 году — третий помощник капитана на пароходе «Адмирал Завойко». В 1922 году командовал парусно-моторной шхуной «Михаил» в аренде у владивостокского рыбопромышленника Ефима Миронова. В марте 1922 года на пароходе «Михаил» перебрасывал отряд М. П. Вольского и В. Кручины по островам Уссурийского залива. В 1923 году пароход был переименован в «Наркомпрод Брюханов», и стал первым охранным судном Советской России на Дальнем Востоке. А. И. Дудник занимался пресечением браконьерства японцев на крабовых промыслах у Западной Камчатки. В 1925 году занимался пресечением нарушения концессии норвежской китобойной базой «Коммодорен» в бухте Моржовая.
В 1928 году А. И. Дудник принял в порту Осака пароход «Тайа-мару», который был переоборудован в краболовное судно и переименован в «Первый краболов». Далее А. И. Дудник был переведён в АКО командовать пароходом «Тунгус». На этом посту в 1929 году занимался оборудованием нефтедобычи на мысе Скобелева в заливе Байкал (Сахалин), там был основан порт Москальво. Был командирован в Балтимор (США) для приёма и перегона в Норвегию сухогруза «Глен Ридж», переоборудуемого в плавучую китобазу. После захода в Осло, по предложению А. И. Дудника пароход был переименован в «Алеут». Поскольку норвежское китобойное лобби не позволило переоборудовать китобазу в Норвегии, пароход перешёл в Кронштадт, где по норвежским чертежам и спецификациям была совершена перестройка. Она проходила в сложных условиях: комиссия Совторгфлота заявила, что сухогруз не подлежит перестройке в китобойную базу. Дудника поддержал академик Алексей Николаевич Крылов, однако из-за конфликта Московской конторы АКО и Совторгфлотом, он был вынужден подать в отставку, и 27 мая 1931 года передал полномочия капитану Леонтию Ивановичу Бургхарду. С июня 1931 года Дудник командирован в Норвегию наблюдать за постройкой китобойных и зверобойных судов для СССР.
После перегона базы «Алеут» во Владивосток (судно везло груз норвежской сельди), А. И. Дудник в феврале 1932 года назначен капитан-директором китобойной флотилии. Первый рейс начался 28 мая 1933 года, по плану должно было быть добыто 180 китов. К ноябрю было добыто 203 кита. Во второй рейс А. И. Дудник не взял иностранных специалистов (кроме гарпунёров), было добыто 339 китов, при перевыполнении плана на 161 %.
В сентябре 1934 года в Петропавловске-Камчатском А. И. Дудник издал приказ об открытии школы гарпунёров — нанятые норвежские специалисты должны были обучать своих местных помощников. В сезон 1935 года было добыто 487 китов, план перевыполнен на 161 %. Дудник участвовал во всесоюзном совещании стахановцев, где его деятельность высоко оценил Анастас Иванович Микоян. 1 августа 1936 года А. И. Дудник был награждён Орденом Ленина. В сезон 1937 года план за два месяца был выполнен на 60 %, но база потерпела серьёзную аварию в бухте Ложных вестей у острова Карагинский.
18 июня 1938 года, накануне выхода в рейс, А. И. Дудник был арестован органами НКВД прямо в своей каюте. Было предъявлено обвинение в связи с японской военной разведкой, замыслом продать флотилию «Алеут» японской фирме «Ничиро», следствие шло 18 месяцев. 16 января 1940 года капитан был освобождён. В мае 1940 года А. И. Дудник был направлен в Мурманск для приёмки и перегона парохода «Анатолий Серов», построенного в 1926 году в Ливерпуле и купленного у англичан для Камчатки; в походе также участвовали малые военные суда и подводная лодка. Переход Северным морским путём шёл в тяжелых условиях, после выхода из Тикси были потеряны все лопасти гребного винта. Ледокол «Красин» довёл «Анатолия Серова» до бухты Провидения, где был установлен запасной винт без захода в док. Решением Совнаркома А. И. Дудник был награждён знаком «Отличник соцсоревнования Наркомрыбпрома СССР».
В 1943 году А. И. Дудник перегнал «Анатолия Серова» в Сан-Франциско для ремонта, который завершился в том же году. В 1944 году А. И. Дудник был назначен капитан-директором плавбазы «Пищевая индустрия» Востокрыбхолода. В 1946 году А. И. Дудник был назначен ответственным за комплектование китобойной антарктической флотилии «Слава», полученной по репарациям в Германии, однако по ряду причин отказался возглавить рейс. В январе 1946 года он был переведён в Камчатрыбфлот для организации школы парусного плавания. До 1949 года был капитан-директором плавбазы «Орочон», в Петропавловске-Камчатском получил тяжёлую травму, от последствий которой страдал всю оставшуюся жизнь; в период лечения командовал ремонтировавшимися пароходами. 30 января 1952 года был уволен на пенсию. Несмотря на приглашение командовать учебным парусником Рижского мореходного училища, был забракован медицинской комиссией, и поселился в Крыму. В 1968 году совершил поездку во Владивосток для участия в церемонии списания китобойной флотилии «Алеут». Скончался в Крыму 9 января 1973 года на 81-м году жизни.
Был трижды женат: с 1920 года на латышке Марте Плукснэ (от неё имел сына Александра); после развода в 1932 году женился на норвежке Йоханне Клеве, от которой имел сына Андрея и дочь Светлану (умерла от менингита в Москве). Й. Клеве-Дудник после ареста мужа в 1938 году вернулась в Норвегию. В 1940 году Дудник женился в третий раз, но брак оказался неудачным. Только через 30 лет после отъезда Й. Дудник сумела через Международный Красный крест восстановить переписку с мужем и вместе с сыном Андреем Александровичем Дудником дважды посещала СССР.